# بخش گرین کریک (شهرستان ساندوسکی، اوهایو)
بخش گرین کریک (به انگلیسی: Green Creek Township) یک منطقهٔ مسکونی در ایالات متحده آمریکا است که در شهرستان ساندوسکای، اوهایو واقع شده‌است.
 بخش گرین کریک ۹۱٫۲ کیلومتر مربع مساحت و ۹٬۵۲۷ نفر جمعیت دارد و ۱۹۶ متر بالاتر از سطح دریا واقع شده‌است.